# Larentia chlamydota
Larentia chlamydota là một loài bướm đêm trong họ Geometridae.